# Електрон (Львів)
«Електрон»  — український футзальний клуб, який представляв Львів. У 1991 році виступав у Вищій лізі СРСР з футзалу, а на початку сезону 1992/93 років брав участь у кубку України.

## Історія
Футзальний клуб «Електрон» засновано 1990 року у Львові. На початку 1991 року проходить другий чемпіонат СРСР з футзалу. У ньому бере участь 22 команди, розбиті на три групи за зональним ознакою. З кожної з груп у фінальний турнір виходить по дві найкращі команди. МГП «Електрон» проводить свої матчі в зональному турнірі Кишиневі з 23 по 27 січня. У групі Б львівський клуб виграє у мінській «Пагоні» з рахунком 2: 0, а також поступається бакинському «Нефтічі» 0:4, і зайнявши в групі друге місце, виходить в четвірку найкращих команд зонального турніру. У турнірі за 1-4 місця МГП «Електрону» зараховується той же результат в протистоянні з «Нефтічі», що й у груповому турнірі, а в двох інших матчах, проти кишинівського «Агрос-Інтекс» та ризького «СКІФ-Форуму», команда програє з рахунком 1:2 і 4:5 відповідно. Зайнявши за підсумками зонального турніру четверте місце, команда припиняє виступ в кубку країни.
У сезоні 1992/93 років команда брала участь у перших матчах Кубку України. У групі з 3 команд, які грали у Львові, клуб не вийшов до наступного раунду. 
Згодом через фінансові проблеми команду розформували.

## Досягнення
- Кубку України
  - 1-й груповий етап (1): 1992/93

- Чемпіонат СРСР
  - 10-12-те місце (1): 1991

## Домашня арена
Домашні матчі клуб проводив у залі СК «Електрон» (Львів), який містить 500 сидячих місць.

## Спонсори
Завод з виробництва телевізорів «Електрон» у Львові.